# Choughare
Choughare es un pueblo ubicado en el distrito de Lalitpur, Nepal.

## Superficie
Cuenta con una superficie de 7,7 kilómetros cuadrados.

## Demografía
Datos hasta 2015
- Población: 1865 habitantes.[1]
- Densidad de población: 241,2 habitantes por kilómetro cuadrado.[1]
- Población masculina: 884 (47,4%).[1]
- Población femenina: 981 (52,6%).[1]